# Lomas de la Presa
Lomas de la Presa är en ort i Mexiko.   Den ligger i kommunen San Antonio de la Cal och delstaten Oaxaca, i den sydöstra delen av landet, 400 km sydost om huvudstaden Mexico City. Lomas de la Presa ligger 1 597 meter över havet och antalet invånare är 109.
Terrängen runt Lomas de la Presa är huvudsakligen kuperad, men åt sydväst är den platt. Runt Lomas de la Presa är det ganska tätbefolkat, med 90 invånare per kvadratkilometer. Närmaste större samhälle är Oaxaca de Juárez, 5,3 km nordväst om Lomas de la Presa. I omgivningarna runt Lomas de la Presa växer huvudsakligen savannskog.